# 2-氟-6-氯甲苯
2-氟-6-氯甲苯是一种有机化合物，化学式为C7H6ClF。它可由3-氯-2-甲基苯胺、亚硝酸钠和氢氟酸为原料反应得到。在铁存在下，它和溴反应，可以得到2-氯-3-溴-6-氟甲苯。在过氧化苯甲酰存在下，它和N-溴代丁二酰亚胺反应，可以得到2-氟-6-氯-α,α-二溴甲苯。